# Фрідріх Фердинанд (герцог Шлезвіг-Гольштейн-Зондербург-Глюксбурзький)
Фрі́дріх Фердина́нд Шлезвіг-Гольштейн-Зондербург-Глюксбурзький (нім. Herzog Friedrich Ferdinand von Schleswig-Holstein-Sonderburg-Glücksburg), (нар. 12 жовтня 1855 — пом. 21 січня 1934) — герцог Шлезвіг-Гольштейн-Зондербург-Глюксбурзький у 1855—1931 роках, герцог Шлезвіг-Гольштейнський у 1931—1934 роках.

## Біографія
Фрідріх Фердинанд народився 12 жовтня 1855 року в місті Кіль. Він був старшим сином і другою дитиною в родині принца Шлезвіг-Гольштейн-Зондербург-Глюксбурзького Фрідріха і його дружини Адельгейди Шаумбург-Ліппської. Хлопчик з'явився на світ одинадцять місяців після того, як батьки після розлучення побралися вдруге.
У віці 29 років Фрідріх Фердинанд пошлюбився з 25-річною принцесою Шлезвіг-Гольштейн-Зондербург-Ауґустенбурзькою Кароліною Матильдою. Весілля відбулося 19 березня 1885 року в Прімкенау. У листопаді помер його батько, і Фрідріх Фердинанд успадкував титул герцога Шлезвіг-Гольштейн-Зондербург-Глюксбурзького. 31 грудня народилася їхня з Кароліною перша донька. Загалом у подружжя було шестеро дітей.
1931, після того, як пішов з життя Альберт Шлезвіг-Гольштейнський, Фрідріх Фердинанд успадкував його титули герцога Ауґустенбурзького та герцога Шлезвіг-Гольштейнського і став головою дому Ольденбургів.
Самого герцога не стало 21 січня 1934. Кароліна Матильда пережила його на рік. Обоє поховані на родинному цвинтарі Луїзенлунда.

## Нагороди[2]

### Прусське королівство
- Орден Червоного орла
  - 1-го класу (22 березня 1886)[3]
  - великий хрест (7 вересня 1890)[3]
- Орден Чорного орла з ланцюгом[3]
  - орден (24 грудня 1892)
  - ланцюг (17 січня 1893)

### Інші країни
- Орден Слона (Данія; 8 квітня 1876)
- Орден Вюртемберзької корони, великий хрест (1877)[4]
- Орден Альберта Ведмедя, великий хрест (Ангальтське герцогство; 1886)[5]
- Королівський Вікторіанський орден, почесний великий хрест (Британська імперія; 11 жотвня 1905)[6]
- Орден дому Саксен-Ернестіне, великий хрест
- Орден Спасителя, великий хрест (Грецьке королівство)
- Орден Заслуг герцога Петра-Фрідріха-Людвіга, великий хрест із золотою короною і ланцюгом (Велике герцогство Ольденбурзьке)

## Родина
Чоловік — Кароліна Матильда Шлезвіг-Гольштейн-Зондербург-Аугустенбурзька
Діти:
- Вікторія Адельгейда (1885—1970) — дружина герцога Саксен-Кобург-Готи Карла Едуарда, мала з ним п'ятеро дітей;
- Александра Вікторія (1887—1957) — дружина принца Пруссії Августа Вільгельма, мала з ним єдиного сина, у 1922—1933 роках перебувала у шлюбі із Арнольдом Рюманном;
- Олена (1888—1962) — дружина принца Данії Гаральда, мала з ним п'ятеро дітей;
- Адельгейда (1889—1964) — дружина принца Сольмс-Барутського Фрідріха, мала п'ятеро дітей;
- Вільгельм Фрідріх (1891—1965) — титулярний герцог Шлезвіг-Гольштейнський у 1934—1965 роках, був одружений з Марією Мелітою Гогенлое-Лангенбурзькою, мав з нею четверо дітей;
- Кароліна Матильда (1894—1972) — дружина графа Сольмс-Барутського Ганса, мала з ним трьох дітей.